# Маріус Лундему
Маріус Лундему (норв. Marius Lundemo, нар. 11 квітня 1994, Берум, Норвегія) — норвезький футболіст, центральний півзахисник кіпрського клубу АПОЕЛ.

## Ігрова кар'єра
Маріус Лундему починав свою футбольну кар'єру у рідному місті у клубі «Берум». У 2010 році півзахисника почали залучати до матчів першої команди.
«Берум» був середняком Другого дивізіону чемпіонату Норвегії, тому Лундему вирішив змінити клуб і у 2014 році приєднався до клубу Тіппеліги «Ліллестрем». Де Маріус зайняв тверде місце в основі. Але через два роки, коли його контракт з клубом закінчився, Лундему перейшов до складу лідера норвезького футболу — «Русенборга». У грудня 2016 року футболіст підписав з клубом трирічний контракт. Саме з «Русенборгом» пов'язані його найбільші досягнення у норвезькому футболі.
Влітку 2020 року по завершенні контракту з «Русенборгом» Лундему вирішив змінити чемпіонат і підписав контракт з кіпрським клубом АПОЕЛ.

## Досягнення
Русенборг
 Чемпіон Норвегії (2): 2017, 2018
 Переможець Кубка Норвегії (1): 2018
 Переможець Суперкубка Норвегії (2): 2017, 2018
Валюр
 Переможець Кубка ісландської ліги (1): 2025